# Turn to Stone (Legs Diamond)
Turn to Stone è un EP dei Legs Diamond, pubblicato nel 1986 per l'etichetta discografica Target Records.
Le tracce 2 e 3 dovevano in origine far parte del disco Land of the Gun.

## Tracce
1. Turn to Stone
2. Twisted Love
3. Right Between The Eyes

## Formazione
- Rick Sanford - voce, flauto
- Jim May - chitarra solista, cori
- Mike Prince - chitarra ritmica, tastiere, cori
- Mike Christie - basso, cori
- Jeff Poole - batteria
- Jonathan Valen - batteria (solo accreditato, non partecipò alle sessioni)
- Dusty Watson - batteria (non accreditato)